# Манин, Егор Викторович
Егор Викторович Манин (род. 25 июня 2000, Ярославль) — российский хоккеист, нападающий. Мастер спорта России (2021).

## Биография
Воспитанник ярославского «Локомотива». В сезоне 2017/18 дебютировал в НМХЛ за команду «Локо-Юниор», провёл один матч за «Локо» в МХЛ. В следующем сезоне сыграл 75 матчей за «Локо» и 6 — за «Локо-Юниор». В сезоне 2019/20 провёл 4 матча в КХЛ и 63 — в МХЛ. В сезоне 2020/21 сыграл один матч в КХЛ, 62 в МХЛ и 8 — за фарм-клуб «Буран» Воронеж в ВХЛ. Три сезона отыграл в ВХЛ за «Молот» Пермь. В январе 2014 года был удален до конца матча, получив дисциплинарный штраф за «расовую дискриминацию», назвав игрока казанского «Барса» «чуркой». 2 мая 2024 года подписал двухлетний двусторонний контракт с омским «Авангардом».
Чемпион (2019), серебряный призёр (2021) чемпионата МХЛ.